# Fédération de l'entraide protestante
La Fédération de l'Entraide protestante est une fédération d'associations françaises issues du monde protestant et œuvrant dans le champ social, médico-social et sanitaire. Elle est reconnue d'utilité publique.

## Histoire
En 1949 est fondée la Fédération des œuvres évangéliques (FOE) dans les départements d'Alsace-Moselle sous concordat. En 1950, se constitue dans les autres départements français la Fédération des institutions chrétiennes (FIC). Toutes deux souhaitent rapprocher les institutions diaconales et les Églises protestantes en France, partager les expériences et représenter leurs adhérents auprès de l’État. En 1982, la FIC se renomme Fédération protestante des œuvres (FPO).
En 1984 se constitue l’Entraide protestante fédération nationale (EPfn). Elle est reconnue comme la fédération nationale des associations protestantes engagées dans la lutte contre l’exclusion. En 1989 les trois fédérations s'engagent à fusionner lors d'un congrès commun. En 1990, l’Entraide protestante fédération nationale rassemble 200 institutions. Elle est reconnue d’utilité publique le 19 février 1990.
En janvier 1992, la FPO fusionne avec l’EPfn. En 1994, la FOE, tout en conservant sa personnalité juridique, devint l’union régionale Grand Est de l’EPfn. En 1998, l'EPfn se renomme Fédération de l’Entraide Protestante (FEP). En 2011, la FOE devient la Fédération de l’Entraide Protestante Grand Est (FEP Grand Est). Cinq autres régions sont constituées en France pour coordonner le travail de la FEP,.

## Membres
La Fédération regroupe 350 associations et fondations adhérentes, gérant 1 000 établissements et services grâce à 28 000 bénévoles et salariés,. En sont membres notamment la Cimade, l'Armée du salut, Fondation John Bost, la Maison de Santé Protestante Bagatelle , à Bordeaux, 
le Centre d'action sociale protestant, la Mission populaire évangélique de France, La Cause. Elles œuvrent dans le domaine de l'exclusion sociale, de l'accueil des réfugiés, le handicap et la santé, l'enfance et la jeunesse, les personnes âgées,,.
La Fédération protestante de France est elle-même membre de l'UNIOPSS, de la Fédération protestante de France et du réseau européen Eurodiaconia.